# Boscarla de les Carolines
La boscarla de les Carolines (Acrocephalus syrinx) és una espècie d'ocell de la família dels acrocefàlids (Acrocephalidae) que habita sabanes, boscos i medi urbà de les Illes Carolines. Rep en diverses llengües el nom de "boscarla de les Carolines" (Anglès: Carolinian Reed Warbler. Francès: Rousserolle des Carolines).